# Yongin
Yongin (del coreano: 용인), oficialmente Ciudad de Yongin (en coreano: 용인시, Yongin-si), es una ciudad de la provincia de Gyeonggi, al norte de la república de Corea del Sur. Está aproximadamente a 40 km de Seúl. Su área es de 591,32 km² y su población total es de casi 1.000.000 de habitantes.

## Administración
La ciudad de Yongin se divide en dos distritos.
- Distrito Suji 수지구
- Distrito Giheung 기흥구
- Distrito Cheoin 처인구

## Clima
La temperatura media anual en la ciudad es de 11C. Enero es el mes más frío con un promedio de -5C y agosto el más cálido con 26C. La precipitación media anual es de 1.300 mm.

## Ciudades hermanas
- Yangzhou, China
- Fullerton, Estados Unidos
- Kota Kinabalu, Malasia
- Kayseri, Turquía
- Provincia de Fergana, Uzbekistán